# Hardwired...to Self-Destruct
Hardwired...to Self-Destruct är Metallicas tionde studioalbum. Albumet släpptes fredagen den 18 november 2016.

## Låtlista

### Skiva 1
All sångtext är skriven av James Hetfield. 
| Nr | Titel               | Längd |
| -- | ------------------- | ----- |
| 1. | Hardwired           | 3:08  |
| 2. | Atlas, Rise!        | 6:30  |
| 3. | Now That We're Dead | 6:59  |
| 4. | Moth into Flame     | 5:50  |
| 5. | Dream No More       | 6:30  |
| 6. | Halo on Fire        | 8:15  |

### Skiva 2
| Nr | Titel              | Längd |
| -- | ------------------ | ----- |
| 1. | Confusion          | 6:41  |
| 2. | ManUNkind          | 6:56  |
| 3. | Here Comes Revenge | 7:18  |
| 4. | Am I Savage?       | 6:31  |
| 5. | Murder One         | 5:45  |
| 6. | Spit Out the Bone  | 7:10  |

## Musiker
- James Hetfield – kompgitarr, sång
- Lars Ulrich – trummor
- Kirk Hammett – sologitarr
- Robert Trujillo – elbas, bakgrundssång ("Dream No More")